# 哈里卡·維露杜蒂
哈里卡·維露杜蒂（英語：Harika Veludurthi，1998年9月11日—），印度女子羽毛球運動員。

## 簡歷
2016年12月，哈里卡·維露杜蒂與安諾舒卡·帕雷克合作出戰尼泊爾羽毛球國際系列賽女子雙打項目，在決賽中以0比2的成績（16-21、12-21）不敵隊友兼頭號種子梅加纳·杰坎普迪/普尔维莎·拉姆組合，屈居亞軍。

## 主要比賽成績
| 年份   | 賽事                   | 公開賽級別 | 項目     | 拍檔              | 成績   |
| ------ | ---------------------- | ---------- | -------- | ----------------- | ------ |
| 2016年 | 尼泊爾羽毛球國際系列賽 | 國際系列賽 | 女子雙打 | 安諾舒卡·帕雷克   | 亞軍   |
| 2017年 | 希臘羽毛球公開賽       | 國際系列賽 | 女子雙打 | 卡里什马·瓦德卡尔 | 準決賽 |
| 2017年 | 哈爾科夫羽毛球國際賽   | 國際挑戰賽 | 混合雙打 | 维涅什·迪弗莱卡   | 準決賽 |
| 2017年 | 尼泊爾羽毛球國際系列賽 | 國際系列賽 | 女子雙打 | 卡里什马·瓦德卡尔 | 亞軍   |
| 2017年 | 尼泊爾羽毛球國際系列賽 | 國際系列賽 | 混合雙打 | 维涅什·迪弗莱卡   | 冠軍   |
| 2018年 | 拉各斯羽毛球國際挑戰賽 | 國際挑戰賽 | 女子雙打 | 卡里什馬·瓦德卡爾 | 亞軍   |
| 2018年 | 拉各斯羽毛球國際挑戰賽 | 國際挑戰賽 | 混合雙打 | 維涅什·迪弗萊卡   | 準決賽 |

| 2007-2017年 | 首要超級賽 | 超級賽 | 黃金大獎賽 | 大獎賽 | 國際挑戰賽 | 國際系列賽 | 未來系列賽 | 其他 |

| 2018-2026年 | 總決賽 | 超級1000賽 | 超級750賽 | 超級500賽 | 超級300賽 | 超級100賽 | 國際挑戰賽 | 國際系列賽 | 未來系列賽 | 其他 |